# Clem Burke
Clement Anthony Bozewski (Nueva Jersey, Estados Unidos, 24 de noviembre de 1954-6 de abril de 2025), más conocido como Clem Burke (o Elvis Ramone por su breve paso por la banda Ramones), fue un músico y baterista estadounidense, principalmente conocido por ser miembro del grupo Blondie (1974-1982 / 1997-2025) y su paso por The Romantics (1990-2004).

## Biografía y carrera
Clement Anthony Bozewski nació el 24 de noviembre de 1954 en Bayonne, Nueva Jersey, hijo de Clement J. Bozewski y Antoinette (de soltera Terraciano). Su padre, fue una baterista que tocaba en clubes locales, le enseñó a tocar la batería desde pequeño y tocó en la banda de música de su escuela.
Sus primeras experiencias con la batería comenzaron a finales de los años 1960 y principios de los años 1970, tocando en varias bandas de jam de Nueva Jersey. Burke también adquirió conocimientos de percusión durante su etapa como baterista en el St Andrew's Bridgemen Drum and Bugle Corps en Bayonne. Fue reclutado por Debbie Harry y Chris Stein cuando Blondie se estaba formando en 1974 y se unió a la banda a principios de 1975. Fue una figura clave para mantener la cohesión del grupo cuando Stein y Harry consideraron separarse tras la marcha de su bajista original, Fred Smith. Burke reclutó a su amigo Gary Valentine para tocar el bajo. Su estilo de batería estaba influenciado por Hal Blaine, Keith Moon, Ringo Starr y Earl Palmer.

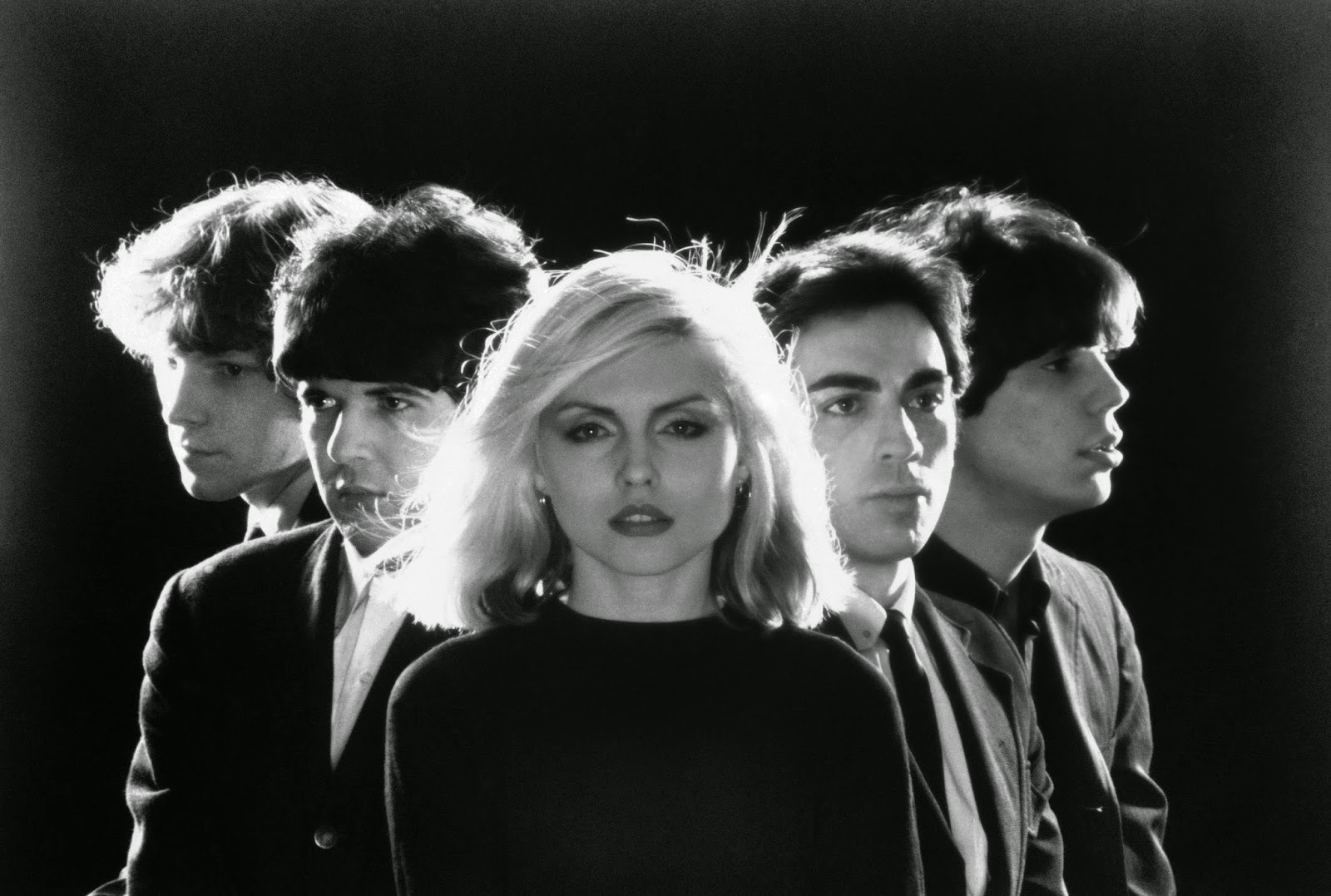
Burke (segundo a la izquierda) junto a Blondie en 1977.

Durante las décadas de 1980 y 1990, cuando Blondie estaba en hiato, Burke tocó la batería en el grupo de rock the Romantics (fue el baterista habitual de la banda entre 1990 y 2004), Además, también tocó esporádicamente para otras bandas y artistas como: Pete Townshend, Bob Dylan, Eurythmics, Dramarama, Iggy Pop, o Joan Jett, entre otros. Con la banda Ramones apenas participó en dos conciertos durante 1987 (el 28 de agosto en Providence, Rhode Island y el 29 de agosto en Trenton, Nueva Jersey). A juicio de Johnny Ramone ambos espectáculos fueron un desastre. Según sus propias palabras, de haber permanecido en la banda, el nombre que hubiese escogido Burke para tocar habría sido Elvis Ramone en homenaje a Elvis Presley.
Con la llegada del nuevo siglo, entre 2004 y 2005 estuvo de gira con Nancy Sinatra.  Burke fue incluido en el Salón de la Fama del Rock and Roll en 2006 como miembro de Blondie. En 2007, se unió a Slinky Vagabond con el guitarrista de David Bowie, Earl Slick, Glen Matlock y Keanan Duffty, quienes estaban tocando su concierto debut en el Joey Ramone Birthday Bash en mayo de 2007. También fue miembro de Magic Christian (Dirty Water Records), junto con el guitarrista Cyril Jordan (en la guitarra) y Eddie Munoz (en el bajo), y realizó giras varias veces como baterista con la banda de Hugh Cornwell.

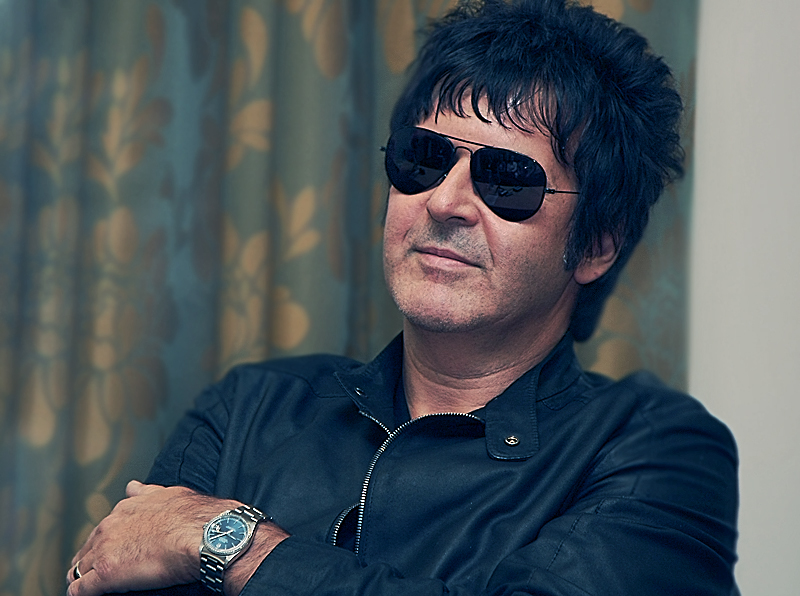
Clem Burke en una entrevista en 2009.

En 2008, se informó que había participado en un estudio de ocho años que analizaba los efectos físicos y psicológicos de tocar la batería y la resistencia que requieren los bateristas profesionales, realizado conjuntamente por la Universidad de Gloucestershire y la Universidad de Chichester. En julio de 2011, Burke recibió un doctorado honoris causa de la Universidad de Gloucestershire como resultado del proyecto de batería. En 2008, Burke fundó el proyecto Clem Burke Drumming para investigar los beneficios de tocar la batería para la salud física y mental.
En diciembre de 2011, Burke formó la banda the International Swingers junto al bajista de Sex Pistols, Glen Matlock, el guistarrista James Stevenson y el cantante Gary Twinn.

## Vida personal
Residió en Nueva York. En 2003 se casó con Ellen Burke, la pareja no tuvo hijos. Burke murió de un cáncer el 6 de abril de 2025 a la edad de 70 años.

## Discografía
| Álbumes con Blondie - Blondie (1976) - Plastic Letters (1977) - Parallel Lines (1978) - Eat to the Beat (1979) - Autoamerican (1980) - The Hunter (1982) - No Exit (1999) - The Curse of Blondie (2003) - Panic of Girls (2011) - Ghosts of Download (2014) - Pollinator (2017) | Álbumes con Eurythmics - In the Garden (1981) - Revenge (1986) Álbumes con Iggy Pop - Zombie Birdhouse (1982) Álbumes con The Romantics - Made in Detroit (1993) - 61/49 (2003) Álbumes con Dramarama - Hi-Fi Sci-Fi (1993) |